# Liste der Straßen und Plätze in Radebeul-Serkowitz
Die Liste der Straßen und Plätze in Radebeul-Serkowitz ist ein Auszug aus der Liste der Straßen und Plätze in Radebeul, ergänzt um die jeweiligen Koordinaten sowie um Fotos. Sie gibt eine Übersicht über die Straßen und Plätze im Stadtteil Serkowitz der sächsischen Stadt Radebeul. Angeführt werden neben den Namen auch die Stadtteile, durch die die Straßen auch noch verlaufen, das Jahr der letzten Namenswidmung, der Namensgeber sowie ihre ehemaligen Namen. Darüber hinaus sind die in den zugehörigen Straßen liegenden, denkmalgeschützten Bauwerke bzw. Sehenswürdigkeiten wie auch die dort liegenden, mit einem Radebeuler Bauherrenpreis ausgezeichneten Gebäude mit ihren Hausnummern aufgeführt, dazu Anmerkungen sowie ehemalige Bewohner dieser Straße.

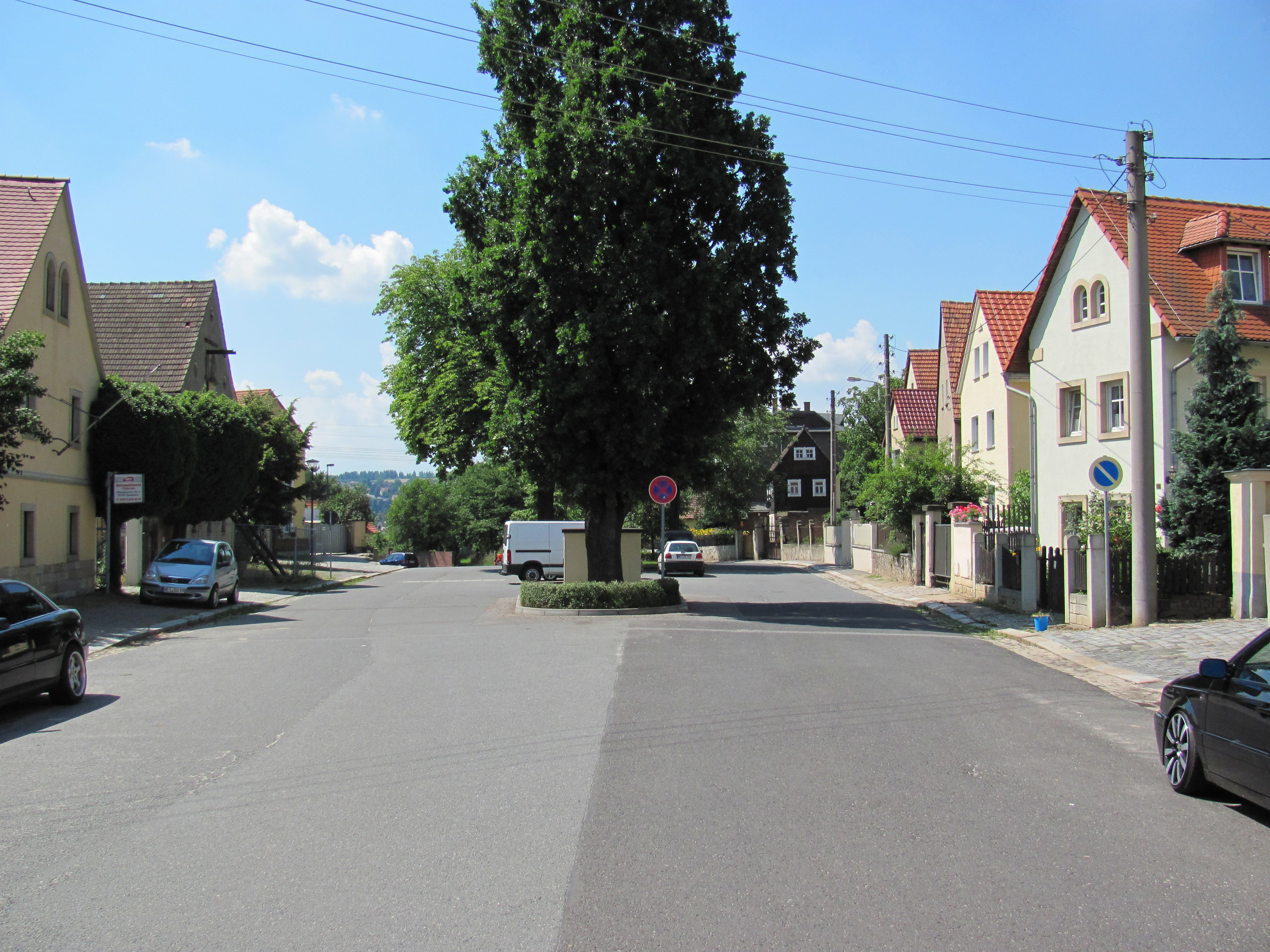
Dorfanger von Serkowitz

## Legende
Die in der Tabelle verwendeten Spalten listen die im Folgenden erläuterten Informationen auf:
- Straßen-/ Platzname: Bezeichnung der einzelnen Straßen und Plätze.

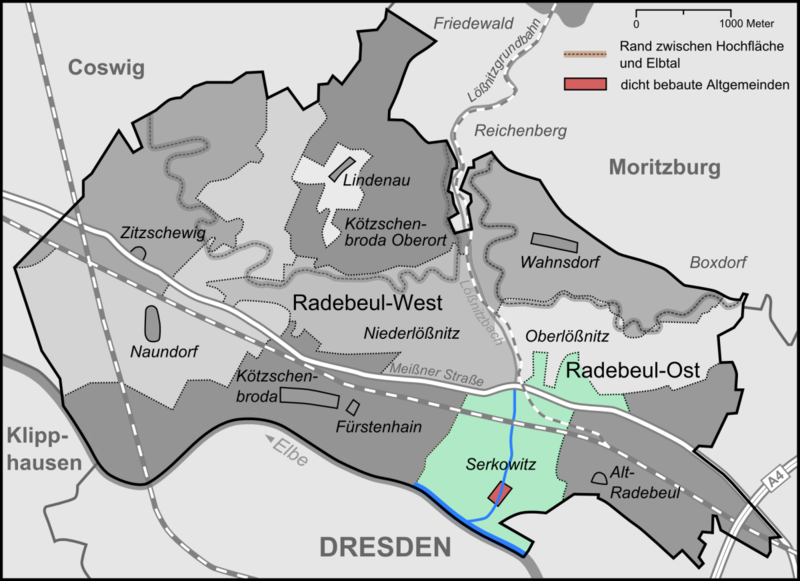
Übersicht über die Lage der Radebeuler Stadtteile

- Weitere Stadtteile: Radebeuler Stadtteile, durch die die Straße ebenfalls führt.
  - FUE: Fürstenhain (Straßenliste)
  - KOE: Kötzschenbroda (Straßenliste)
  - KOO: Kötzschenbroda-Oberort (Straßenliste)
  - LIN: Lindenau (Straßenliste)
  - NAU: Naundorf (Straßenliste)
  - NDL: Niederlößnitz (Straßenliste)
  - OBL: Oberlößnitz (Straßenliste)
  - RAD: Alt-Radebeul (Straßenliste)
  - SER: Serkowitz
  - WAH: Wahnsdorf (Straßenliste)
  - ZIT: Zitzschewig (Straßenliste)
- Widmung: Datum der Namenswidmung.
- Namensgeber: Namensgeber der letztmaligen Namenswidmung.
- Alte Namen: Vorherige Namen der Straßen und Plätze.
- Denkmale. Sehenswürdigkeiten. Bauherrenpreise: Hausnummern der in dieser Straße liegenden Denkmale, Kulturdenkmale, Sehenswürdigkeiten (z. B. Erwähnung im Dehio[1]) oder Bauherrenpreise. (Nummern in Klammer geben die Grundstücksnummer bei namentlich genannten Denkmalen oder Sehenswürdigkeiten an.)
- Bemerkung. Bewohner: Nähere Erläuterung sowie ehemalige Bewohner dieser Straße.
- Bild: Foto der Straße oder des Platzes.

## Straßen- und Platzverzeichnis
| Straßen- / Platzname           | Weitere Stadtteile      | Widmung              | Namensgeber                                              | Alte Namen | Denkmale. Sehenswürdigkeiten. Bauherrenpreise                            | Bemerkung. Bewohner | Bild                                     |
| ------------------------------ | ----------------------- | -------------------- | -------------------------------------------------------- | --- | ------------------------------------------------------------------------ | --- | ---------------------------------------- |
| Altserkowitz (Lage)            |                         | 1905                 | Serkowitz                                                | 1877 Talstraße, 1903 Meißner Platz | 1, 3, 4, 14, 15, 19, 20                                                  | | Dorfanger von Serkowitz                  |
| Alvslebenplatz (Lage)          | RAD                     | um 1900              | Melitta Otto-Alvsleben                                   | |                                                                          | Melitta Otto-Alvsleben wohnte in der Nähe |                                          |
| Augustusweg (Lage)             | OBL                     | 1934                 |                                                          | seit 1624 belegter Name, 1877 Hauptstraße, 1897 Obere Hauptstraße, 1903 Arndtstraße | 1, Haltepunkt Weißes Roß, 3, 5, Trafostation, 13a, 18, 22, 25, 25a, 25b  | alter Heide- und Hutungsweg, vermutlich Teil des kirchlichen Amtswegs zwischen Meißen und Stolpen, 1735 von Nienborg dokumentiert. Gustav Ziller, Moritz Ziller, Otto Ziller, Bernhard Weyrather, Helmut Heinze, Günter Schmitz. Baufirma „Gebrüder Ziller“ |                                          |
| Bahnsteg (Lage)                |                         | 1839, 1877 (amtlich) |                                                          | Vorwerksteg | 1                                                                        | 1735 von Nienborg dokumentiert | Bahnsteg                                 |
| Bennostraße (Lage)             | OBL                     | 1903                 | Benno von Meißen                                         | Mittelgasse, 1897 Mittlere Bergstraße | 2                                                                        | alter Weinbergsweg, 1735 von Nienborg dokumentiert |                                          |
| Bergblick (Lage)               |                         | 1967                 |                                                          | 1898 Blumenstraße, 1935 Gysaestraße | 2, 3                                                                     | Straßenausbau 1898. Alwin Höhne | Bergblick Richtung Osten                 |
| Carl-Schröder-Straße (Lage)    |                         | 1999                 | Carl Schröder                                            | |                                                                          | |                                          |
| Dr.-Schmincke-Allee (Lage)     |                         | 1945                 | Richard Schmincke                                        | nach 1876 Albertstraße (nördlich der Meißner Straße), Amalienstraße (südlich der Meißner Straße), 1903 Kaiser-Friedrich-Allee                                                          | 1a, 1c, 2, 3, 4, 5, 8, 9, 10, 11, 13, 16, 17, 18, 19, 20, 21, 22, 23, 27 | Straßenausbau 1876. Ernst Engel, Ludwig Haller-Rechtern (Nr. 7), Alfred Pasternak, Luise Pasternak, Clara von Dincklage-Campe, Neumann Verlag | Dr.-Schmincke-Allee                      |
| Ebereschenweg (Lage)           |                         | 1929                 |                                                          | |                                                                          | | Ebereschenweg Richtung Westen            |
| Eduard-Bilz-Straße (Lage)      | OBL, RAD                | 1945                 | Eduard Bilz                                              | 16. Jh. Straken (Teilstück, auch strakken, strokken), 19. Jh. Strakenweg bzw. Strakenstraße, 1876 Grenzstraße, 1903 Gabelsberger Straße (nördlich der Meißner Straße), 1935–45 Straken | 28, 30                                                                   | etappenweiser Straßenausbau ab 1876. Bilz lebte im Augustusweg 110 |                                          |
| Fontainenplatz (Lage)          |                         | nicht gewidmet       |                                                          | um 1890 „Fontainenplatz. Albertstrasse“, um 1905 Albertplatz | Rondell Dr.-Schmincke-Allee                                              | Dr.-Schmincke-Allee 18–21 | Fontainenplatz, von Süden aus            |
| Friedhofstraße (Lage)          | RAD                     | 1897                 | Friedhof Radebeul-Ost                                    | Gucksgasse, Mühlweg | 4, 8, 10, 12, 14                                                         | 1735 von Nienborg dokumentiert. Straßenausbau 1900 | Friedhofstraße Richtung Norden           |
| Friedlandstraße (Lage)         |                         | 1880                 | Haus Friedland                                           | | 1, 4, 7, 10                                                              | Straßenausbau 1885. Otto Baer | Friedlandstraße Richtung Norden          |
| Gohliser Straße (Lage)         |                         | 1946                 | Gohlis                                                   | 1877 Eisoldstraße | 1, 2, 4, 8, 15                                                           | 1735 von Nienborg dokumentiert |                                          |
| Gutenbergstraße (Lage)         | OBL                     | 1903                 | Johannes Gutenberg                                       | 1876 Querstraße (südlicher Teil), um 1900 Nordstraße (nördlicher Teil) |                                                                          | Straßenausbau 1876 |                                          |
| Heckenweg (Lage)               |                         | 1937                 |                                                          | |                                                                          | | Heckenweg Richtung Norden                |
| Hoflößnitzstraße (Lage)        | OBL                     | 1877                 | Hoflößnitz                                               | | 2, 4, 6, 15                                                              | im Zuge des alten Serkowitzer Mittelstegs. Friedrich Rötschke, Josef Rudolf Lewy |                                          |
| Kötzschenbrodaer Straße (Lage) | KOE, FUE                | 1877                 | Kötzschenbroda                                           | Alte Meißner Straße | 17, 19, 37, 39 (Lügenmuseum), 47, 50, Weiberstein                        | Teil der alten hochwassergefährdeten Fernstraße Dresden-Leipzig (Leipziger Landstraße, Alte Meißnische Straße), 1735 von Nienborg dokumentiert, 1788 durch die höhergelegene Chaussee (Meißner Straße) ersetzt.                                             | Kötzschenbrodaer Straße Richtung Dresden |
| Lößnitzbachweg (Lage)          |                         |                      |                                                          | |                                                                          | Parallel zur Straße des Friedens, jedoch westlich des Lößnitzbachs |                                          |
| Maxim-Gorki-Straße (Lage)      | OBL, RAD                | 1945                 | Maxim Gorki                                              | 1877 Oststraße, 1934 Russenstraße | 1                                                                        | Straßenausbau 1877 |                                          |
| Meißner Straße (Lage)          | RAD, KOE, NDL, NAU, ZIT | 1935, 1991 erneuert  | Meißen                                                   | 1788 Chaussee bzw. Leipzig-Dresdner Chaussee, Leipziger Straße, 1935 Meißner Straße, 1945 Stalinstraße, 1961 Wilhelm-Pieck-Straße                                                      | 112, 114, 121, 143, 148                                                  | Teil der Fernchaussee Dresden-Leipzig, die 1788 die hochwassergefährdete Fernstraße (Kötzschenbrodaer Straße) ersetzte. Friedrich Wilhelm Eisold, Johannes Eisold, Ernst Kegel (Nr. 108). Farbenfabrik O. Baer (Nr. 116)                                    | Meißner Straße vom Turm der Lutherkirche |
| Mittelsteg (Lage)              |                         | 1877                 |                                                          | |                                                                          | alter Verbindungsweg zwischen Serkowitz und der Oberlößnitz, bereits zu Beginn des 18. Jh. unter diesem Namen, 1735 von Nienborg dokumentiert | Mittelsteg, Richtung Norden              |
| Moritz-Garte-Steg (Lage)       |                         | 1921                 | Pädagoge Moritz Garte                                    | 1897 Weintraubenweg, Weintraubensteg |                                                                          | Straßenausbau 1921 | Moritz-Garte-Steg                        |
| Mozartstraße (Lage)            |                         | 1900                 | Wolfgang Amadeus Mozart                                  | | 1, 2, 3, 6, 7, 8, 11                                                     | Hermann Arthur Lier (Nr. 4) |                                          |
| Mühlgraben (Lage)              |                         | 1897                 |                                                          | Dorffrieden, 1877 Am Mühlgraben |                                                                          | nach dem anliegenden Mühlgraben des Lößnitzbachs bei der Serkowitzer Talmühle | Mühlgraben                               |
| Nizzastraße (Lage)             | OBL                     | 1903                 | Sächsisches Nizza                                        | Niedere Berggasse, Untere Bergstraße (Teilstück), Untere Weinbergstraße (Teilstück) | 19, 24, 30, 35, 69                                                       | Sächsisches Nizza als Synonym für die Lößnitz, zurückgehend auf einen Ausspruch des sächsischen Königs Johann um 1860. 1735 in Teilen von Nienborg dokumentiert. Straßenausbau 1895                                                                         | Nizzastraße in Serkowitz                 |
| Oststraße (Lage)               |                         | 1994                 |                                                          | vor 1980 Teil der Wasastraße, 1980 Erich-Jungmann-Straße |                                                                          | | Oststraße in Serkowitz                   |
| Paul-Gerhardt-Straße (Lage)    |                         | 1913                 | Paul Gerhardt                                            | | 1, 2, 4, 6, 8, 10, 13                                                    | Straßenausbau 1916 | Paul-Gerhardt-Straße Richtung Westen     |
| Pestalozzistraße (Lage)        | RAD                     | 1883                 | Johann Heinrich Pestalozzi                               | 1875 Wilhelmstraße, 1933–45 Adolf-Hitler-Straße | 18, 39, 45, 47                                                           | Straßenausbau 1875. Gabrielle von Neumann-Spallart (Nr. 28) |                                          |
| Richard-Wagner-Straße (Lage)   |                         | 1903                 | Richard Wagner                                           | 1880 Königstraße | Haltepunkt Radebeul-Weintraube (3), 11, 13                               | Straßenausbau 1880 (oder 1888, Benennung nach einem Anwohner) | Richard-Wagner-Straße Richtung Süden     |
| Riesestraße (Lage)             | RAD                     | 1881                 | Lorenzo Riese                                            | | 3                                                                        | Straßenanlage 1873, bis zur Meißner Straße durchgehend. Heute zur Hälfte vom Gelände des VEB Kraftwerksanlagenbaus überbaut. Riese wohnte in der nach ihm benannten Straße                                                                                  |                                          |
| Roseggerstraße (Lage)          |                         | 1903                 | Peter Rosegger                                           | 1897 Untere Hauptstraße | 1a, 2, 3, 4, 5, 8                                                        | Straßenausbau 1898 |                                          |
| Rosenstraße (Lage)             |                         | ca. 1900             | Gaststätte Rosenschänke                                  | | 3, 9, 11, 15, 16, 17, 18, 24                                             | Straßenausbau 1890 (unterer Teil), 1900 (oberer Teil). Max Steinmetz, Alice Sommer, Paul Ziller |                                          |
| Schumannstraße (Lage)          | RAD                     | 1891                 | Johann Gottlob Schumann oder Christian Traugott Schumann | | 21, 24                                                                   | entweder nach dem Serkowitzer Ortsrichter Johann Gottlob Schumann (1808–1888) oder nach dem Serkowitzer Gemeindevorstand Christian Traugott Schumann (1840–1885). Straßenausbau 1891                                                                        |                                          |
| Serkowitzer Straße (Lage)      | RAD                     | 1905                 | Serkowitz                                                | Radebeuler Straße | 35, 35a 35b 35c 35d 35e, 37, 37a, 45, 47, 47a, 50, 54, 72                | alter Kommunikationsweg zwischen Radebeul und Serkowitz, 1735 von Nienborg dokumentiert |                                          |
| Steinbachstraße (Lage)         |                         | 1905                 | Jurist Rudolf Curt Steinbach                             | | 7, 11, 16, 18, 21                                                        | Straßenausbau 1908/09 |                                          |
| Straße des Friedens (Lage)     |                         | 1945                 |                                                          | 1875 Schulstraße, 1903 Criegernstraße | 35, 53, 55, 56, 57, 58, 59, 60                                           | historische Serkowitzer Viehtriebe, 1735 von Nienborg dokumentiert | Straße des Friedens, Richtung Norden     |
| Südstraße (Lage)               |                         | 1905                 |                                                          | |                                                                          | Straßenausbau 1900 |                                          |
| Thalheimstraße (Lage)          |                         | 1877                 | Heinrich Robert Thalheim                                 | Neue Straße |                                                                          | Thalheim war ein Anwohner |                                          |
| Wasastraße (Lage)              |                         | 1905                 | Wasa                                                     | 1893/94 Ziegeleistraße (Teilstück südlich der Bahn) | 6, 8, 10, 9, 11, 12, 20, 21, 32, 38, 45, 46, 49, 55, 59, 64, 67, 68      | Südteil 1735 von Nienborg dokumentiert. Straßenausbau 1896–98. Max Brösel, Johannes Thaut (Nr. 18) | Wasastraße Richtung Norden               |
| Weberstraße (Lage)             | OBL                     | 1877                 | Bertha Weber                                             | |                                                                          | nach der dort ansässigen Opernsängerin Bertha Weber († 1903), später amtlich auf Carl Maria von Weber zurückgeführt. Bertha Weber besaß die Nr. 1. Straßenausbau 1900. Fritz Lambert                                                                        |                                          |
| Weintraubenstraße (Lage)       |                         | 1900                 |                                                          | | 3, 4, 5, 6, 7, 9                                                         | Verbindung zwischen dem Gasthof Goldene Weintraube und der ältesten Eisenbahnstation der Lößnitz Radebeul-Weintraube. Ludwig von Lossow, Margarethe Bohne                                                                                                   |                                          |
| Weststraße (Lage)              |                         | 1897                 |                                                          | | 1                                                                        | Straßenausbau 1897 | Weststraße Richtung Westen               |